# Gustavo A. Madero, Tamaulipas
Gustavo A. Madero är en ort i Mexiko.   Den ligger i kommunen González och delstaten Tamaulipas, i den centrala delen av landet, 400 km norr om huvudstaden Mexico City. Gustavo A. Madero ligger 60 meter över havet och antalet invånare är 1 185 772.
Terrängen runt Gustavo A. Madero är platt. Runt Gustavo A. Madero är det glesbefolkat, med 10 invånare per kvadratkilometer. Gustavo A. Madero är det största samhället i trakten. Trakten runt Gustavo A. Madero består till största delen av jordbruksmark.